# Petrus Höhensteiger
Petrus Höhensteiger OSB (* 1963 in Prien am Chiemsee) ist Abt der 762 gegründeten Benediktinerabtei Schäftlarn.

## Leben
Petrus Höhensteiger studierte Philosophie und Theologie an der Ludwig-Maximilians-Universität München. 1987 legte er die Profess ab und empfing 1995 die Priesterweihe. Er ist Lehrer am Benediktiner-Gymnasium in Schäftlarn, zudem Novizen- und Gastmeister im Kloster Schäftlarn.
Pater Höhensteiger wurde am 11. Juli 2008 von den Kapitularen von Schäftlarn zum Abt gewählt und erhielt am 18. Oktober 2008 in der Pfarrkirche St. Benedikt die Benediktion durch den Erzbischof von München-Freising, Reinhard Marx. Er ist der sechste Abt der 1866 von König Ludwig I. wiederbegründeten Niederlassung der Benediktiner in Schäftlarn. Der Abt-Wahlspruch von Petrus Höhensteiger war „Bereitet dem Herrn den Weg“.